# La Colline aux coquelicots (manga)
Ne doit pas être confondu avec La Colline aux coquelicots (film).
La Colline aux coquelicots (コクリコ坂から, Kokurikozaka kara, littéralement Sur la pente aux coquelicots) est un manga shōjo japonais dessiné par Chizuru Takahashi et scénarisé par Tetsurō Sayama, et paru au Japon en 1980. Il a fait l'objet d'une adaptation au cinéma sous la forme d'un long métrage d'animation homonyme réalisé par Gorō Miyazaki.

## Parution
À la suite de sa prépublication dans les pages du magazine Nakayoshi (Sailor Moon, Cardcaptor Sakura…), les deux premiers volumes du manga sortirent respectivement en septembre et décembre 1980 chez Kōdansha. En juillet 2010, juste avant l'annonce officielle de l'adaptation par le studio Ghibli de ce manga, l'œuvre est rééditée en format intégral chez Kadokawa Shoten. En juin 2011, toujours chez Kadokawa Shoten, une version bunko (petit format), est également publiée au Japon.
En France, le manga est disponible sous sa version intégrale aux éditions Delcourt et Akata, au sein de leur collection Fumetsu (dédiée aux grands classiques du manga).

## Adaptation au cinéma
L'histoire a été adaptée en film d'animation pour le cinéma par le studio Ghibli en 2011.